# Diocèse de Tenancingo
Le diocèse de Tenancingo (en latin : Dioecesis Tenancingana ; en espagnol : Diócesis de Tenancingo) est un diocèse de l'Église catholique du Mexique, suffragant de l'archidiocèse de Toluca.

## Territoire

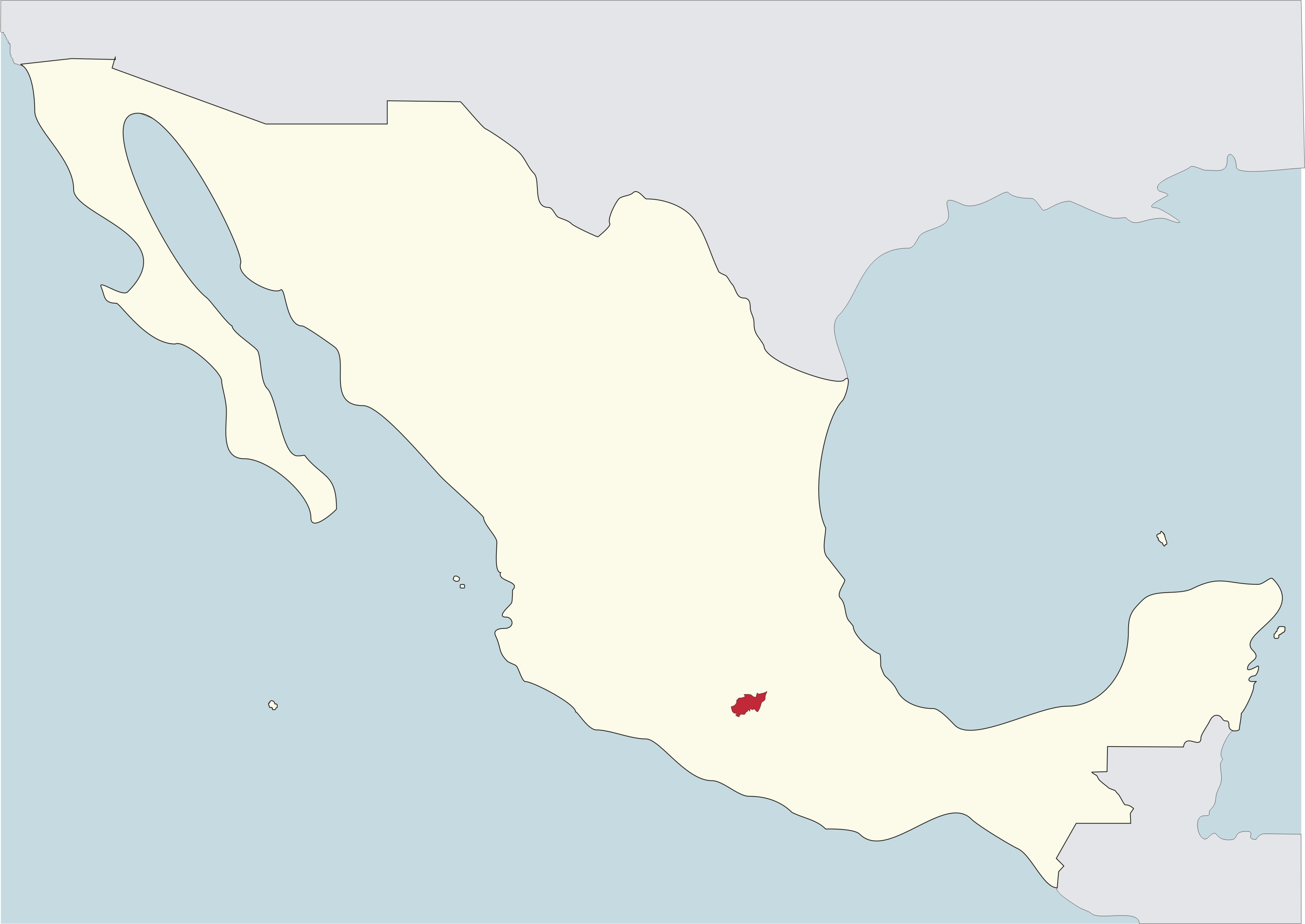
Le diocèse de Tenancingo en rouge sur la carte du Mexique

Il comprend les municipalités d'Almoloya de Alquisiras, Coatepec Harinas, Ixtapan de la Sal, Joquicingo, Malinalco, Ocuilan, Sultepec, Tenancingo de Degollado, Texcaltitlán, Tonatico, Villa Guerrero et Zacualpan de l'État de Mexico.
Il possède un territoire d'une superficie de 3 025 km2 divisé en 33 paroisses. Le siège épiscopal est dans la ville de Tenancingo de Degollado où se trouve la cathédrale de saint Clément.

## Histoire
Le diocèse de Tenancigo est érigé le 26 novembre 2009 par la constitution apostolique Christi Regis du pape Benoît XVI en prenant une partie du diocèse de Toluca.
Nommé suffragant de l'archidiocèse de Mexico lors de sa création, il intègre la province ecclésiastique de Toluca le 28 septembre 2019 en vertu de la constitution apostolique Praeceptis dominicis du pape François.
Le 7 mars 2011, le dicastère pour le culte divin et la discipline des sacrements confirme que Notre-Dame de Guadalupe est la patronne principale du diocèse.

## Évêque
- Raúl Gómez González (26 novembre 2009 - 19 mars 2022) nommé archevêque de Toluca
- Víctor Carabés Chávez, M.N.M. (depuis le 3 avril 2024)